# Ford Durango

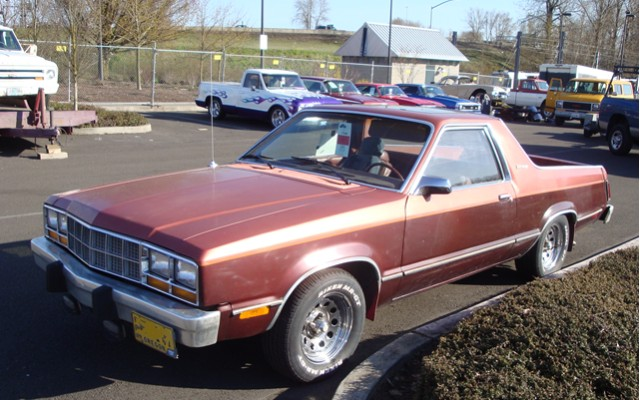
Ford Durango

À ne pas confondre avec Dodge Durango.
La Ford Durango est un coupé utilitaire deux places vendu en production limitée par la Ford Motor Company entre les années modèles 1979 et 1982[citation nécessaire]. Le véhicule est le résultat d'une co-entreprise entre Ford et National Coach Works, située à Los Angeles, en Californie.
Bien qu'il ne soit pas officiellement un véhicule de production ou un remplaçant du Ford Ranchero (qui a mis fin à sa production après l'année modèle 1979), le Durango a été conçu en tant que concurrent potentiel du nouveau Chevrolet El Camino et il a été commandé par Ford pour être vendu par les concessionnaires Ford. Comme aucun chiffre officiel n'a été conservé par les deux sociétés, les estimations de production varient entre 200 et 350, avec 212 conversions connues pour avoir été effectuées par National Coach Works,.

## Aperçu de la conception

### Production
Pour produire le Durango, National Coach Works a utilisé la carrosserie de la Ford Fairmont Futura coupé deux portes. À l'arrière du montant B, le toit a été retiré ainsi que le couvercle du coffre et la zone des sièges arrière. Derrière les sièges, la société a ajouté une benne à plancher plat en fibre de verre ainsi qu'une cloison et une nouvelle lunette arrière derrière les deux sièges avant. Au-dessus du pare-chocs, le carénage arrière a été redessiné en un hayon rabattable. Comme le hayon comprenait la plaque d'immatriculation et les feux arrière, le Durango a été produit avec un avertissement avertissant les conducteurs de ne pas conduire avec le hayon en position basse,.
Le magazine Pickup, Van and 4WD de décembre 1981 présente un article sur le Durango qui déclare : "Le projet avait été prévu pour une date antérieure à 1981 plutôt qu'à celle qui a finalement été réalisée, donc seulement un peu plus de 100 unités ont été assemblées avant que le modèle de l'année en cours ne sorte de production".

### Caractéristiques
Comme la conception du montant B du coupé Fairmont Futura se prêtait à la conversion de manière non officielle, le Durango présente plusieurs caractéristiques uniques qui l'identifient comme un véhicule converti par National Coach. À l'exception d'un prototype basé sur une Mercury Z-7 de 1979, tous les exemplaires étaient basés sur la Fairmont Futura. Les conversions de National Coach, qui sont les seules versions avec un hayon fonctionnel, comportent un panneau de remplissage en fibre de verre entre la benne et le hayon; la conception du panneau stocke les charnières du hayon lorsqu'il est rabattu .
Tel qu'équipé d'usine, le Ford Durango n'était équipé que d'un moteur six cylindres en ligne de 200 pouces cubes, le moteur milieu de gamme de la gamme Fairmont. Le moteur était associé à une transmission automatique à trois vitesses.
Le magazine Pickup, Van and 4WD de décembre 1981 présente un article sur le Durango qui déclare : "Le projet avait été prévu pour une date antérieure à 1981 plutôt qu'à celle qui a finalement été réalisée, donc seulement un peu plus de 100 unités ont été assemblées avant que le modèle de l'année en cours ne sorte de production". Presque tous les Durango convertis en usine ont été produits au cours de l'année modèle 1981; on ne sait pas combien d'exemplaires de 1982 ont été produits,.